# Shah Shujah Durrani
Shah Shujah Durrani, född 1785, död 1842, var en afghansk monark. Han var Afghanistans regent två gånger: mellan 1803 och 1809, och från 1839 till 1842. 